# Експлорер-2
«Експло́рер-2» (англ. Explorer — дослідник) — другий американський апарат за програмою «Експлорер». 5 березня 1958 року мав повторити політ супутника «Експлорер-1», але не вийшов на орбіту внаслідок збою в роботі ракети-носія — не увімкнувся четвертий ступінь.

## Прилади
- Лічильник Гейгера-Мюллера для виявлення космічного випромінювання. Після польоту «Експлорера-3» дійшли висновку, що первісний лічильник був перевантажений сильним випромінюванням поясу заряджених частинок;
- П'ять температурних датчиків (один всередині, три ззовні, один під головним обтічником);
- Акустичний датчик (перетворювач і твердотільний підсилювач), мав реєструвати зіткнення мікрометеоритів (космічного пилу) об корпус, тому розташовувався посередині відсіку приладів і контактував з оболонкою. Ефективна площа відсіку становила 0,075 м², середній поріг чутливості 2,5 × 10−3 г·см/с;
- Детектор мікрометеоритів, що складався з 12 паралельно з'єднаних провідників, змонтованих на склопластиковому кільці в нижній частині корпусу паливного відсіку сіткою з чарунками 1×1 см. Кожен провідник складався зі скручених подвійних емальованих дротів з нікелевого сплаву діаметром 17 мкм (21 мкм з ізоляцією). Якби мікрометеорит розміром приблизно 10 мкм вдарив датчик, то пошкодження дроту розірвало б електричний контакт і відбулася б реєстрація зіткнення.